# Liban tại Thế vận hội
Liban tham gia Thế vận hội lần đầu năm 1936 với một "đoàn đại biểu gồm các quan chức" hiện diện tại Thế vận hội Mùa hè ở Berlin. Sau khi Ủy ban Olympic Liban được thành lập năm 1947, Liban chính thức tham dự Thế vận hội năm 1948, và kể từ đó đã liên tục gửi các vận động viên (VĐV) tới tranh tài tại các kỳ vận hội, trừ lần tẩy chay Thế vận hội Mùa hè 1956 để phản đối sự liên đới của Vương quốc Anh và Pháp trong Khủng hoảng Kênh đào Suez.
Liban cũng tham dự hầu hết các kỳ Thế vận hội Mùa đông tính từ năm 1948, chỉ trừ các kỳ năm 1994 và 1998.
Liban cũng góp mặt tại Thế vận hội Trẻ đầu tiên năm 2010 ở Singapore.
Các VĐV Liban đã giành bốn huy chương Olympic, ba trong số đó thuộc về đấu vật cổ điển 1 thuộc cử tạ.
Ủy ban Olympic quốc gia của Liban được công nhận bởi Ủy ban Olympic Quốc tế năm 1948.

## Bảng huy chương

### Thế vận hội Mùa hè
| Thế vận hội        | Vàng | Bạc | Đồng | Tổng số |
| ------------------ | ---- | --- | ---- | ------- |
| Helsinki 1952      | 0    | 1   | 1    | 2       |
| München 1972       | 0    | 1   | 0    | 1       |
| Moskva 1980        | 0    | 0   | 1    | 1       |
| Tổng số (3 đơn vị) | 0    | 2   | 2    | 4       |

### Huy chương theo môn
| Môn thi đấu        | Vàng | Bạc | Đồng | Tổng số |
| ------------------ | ---- | --- | ---- | ------- |
| Đấu vật            | 0    | 1   | 2    | 3       |
| Cử tạ              | 0    | 1   | 0    | 1       |
| Tổng số (2 đơn vị) | 0    | 2   | 2    | 4       |

## VĐV giành huy chương
| Huy chương | Tên               | Thế vận hội   | Môn thi đấu | Nội dung                     |
| ---------- | ----------------- | ------------- | ----------- | ---------------------------- |
| Bạc        | Zakaria Chihab    | Helsinki 1952 | Đấu vật     | Cổ điển nam hạng gà          |
| Đồng       | Khalil Taha       | Helsinki 1952 | Đấu vật     | Cổ điển nam hạng bán trung   |
| Bạc        | Mohamed Traboulsi | München 1972  | Cử tạ       | Hạng cân 75 kg nam           |
| Đồng       | Hassan Bechara    | Moskva 1980   | Đấu vật     | Cổ điển nam hạng cân +100 kg |